# Enerio Del Rosario
Enerio Del Rosario (né le 16 octobre 1985 à Santa Lucia, République dominicaine) est un lanceur droitier de baseball qui a évolué dans les Ligues majeures de 2010 à 2012.

## Carrière
Enerio Del Rosario signe un contrat comme agent libre en 2005 avec les Reds de Cincinnati. Lanceur partant dans les ligues mineures, il est avec le temps de plus en plus utilisé comme releveur. En 2009, avec trois clubs affiliés aux Reds, il présente une excellente moyenne de points mérités de 1,68 en 50 sorties et enregistre 12 sauvetages.
En mai 2010, Del Rosario est rappelé du club-école de Louisville et fait ses débuts dans les majeures avec Cincinnati le 24 mai face aux Pirates de Pittsburgh. Le 1er juin, il est crédité de sa première victoire dans les majeures, dans un gain de Cincinnati sur Saint-Louis. En neuf sorties dans l'uniforme des Reds, sa fiche est de 1-1 avec une moyenne de points mérités de 2,08.
Le 16 septembre 2010, il est échangé aux Astros de Houston contre un montant d'argent. Il fait 54 apparitions au monticule pour les Astros en 2011 et présente une moyenne de points mérités de 4,57 en 53 manches lancées, avec trois défaites.